# モンテミレット
モンテミレット（伊: Montemiletto）は、イタリア共和国カンパニア州アヴェッリーノ県にある、人口約5,300人の基礎自治体（コムーネ）。

## 地理

### 位置・広がり

#### 隣接コムーネ
隣接するコムーネは以下の通り。
- ラーピオ
- モンテファルチョーネ
- モンテフスコ
- ピエトラデフージ
- プラータ・ディ・プリンチパート・ウルトラ
- プラートラ・セッラ
- サンタ・パオリーナ
- タウラージ
- トッレ・レ・ノチェッレ

## 行政

### 分離集落
モンテミレットには、以下の分離集落（フラツィオーネ）がある。
- Caponi, Festola, Lomba, Montaperto, San Bartolomeo, San Giovanni, San Nicola, Sant'Angelo, Serra, Stazione di Montemiletto